# Бабингтон, Джеймс Мелвилл
Генерал-лейтенант сэр Джеймс Мелвилл Бабингтон (англ. Sir James Melville Babington; род. 31 июля 1854, Корсторфин, Шотландия — 15 июня 1936, Келсо, Шотландия) — офицер британской армии и командуюший кавалерией, прославившийся в период Второй англо-бурской войны. С 1905 по 1907 годы командовал Вооружёнными силами Новой Зеландии, во время Первой мировой войны — 23-й дивизией, являясь одним из самых уважаемых британских генералов этого конфликта. После войны был командующим британскими войсками в Италии.
Пол Маккартни использовал образ генерала Бабингтона для альбома The Beatles Sgt. Pepper’s Lonely Hearts Club Band в качестве визуального прототипа «сержанта Дж. Пеппера».

## Биография
Бабингтон родился в Шотландии (Hanley House, Корсторфин), 31 июля 1854 года в семье Уильяма Бабингтона (1826—1913) и Августы Мэри Мелвилл (1832—1913), дочери ювелира Джеймса Монкриффа Мелвилла. Его предки принадлежали к англо-ирландской ветви рода Бабингтонов. Одним из них был сэр Энтони Бабингтон, приходившийся Джеймсу двоюродным братом.
Начал службу в 16-м уланском полку, где сентябре 1873 года получил звание лейтенанта. С 1877 по 1880 год был адъютантом полка, где под его началом служил Уильям Робертсон, будущий начальник генерального штаба. В 1884 году сопровождал сэра Чарльза Уоррена в экспедиции в Бечуаналенд, по окончании миссии получив поощрение от начальства. С января 1889 по июль 1890 года был адъютантом сэра Ивлина Вуда (уже в звании капитана), когда тот командовал в Олдершоте. Эта должность была результатом блестящего военного образования Бабингтона, а также комплиментом его военным талантам так как сэр Эвелин окружал себя только самыми способными офицерами. Вернувшись в 16-й уланский полк в звании майора, в 1892 Бабингтон стал командиром этого подразделения. С 1896 по 1899 год он был помощником генерал-адъютанта в Индии. Вернувшись в Англию получил должность начальника штаба кавалерийской бригады в Олдершоте.

Во время Второй англо-бурской войны Бабингтон командовал 1-й кавалерийской бригадой. Он принял участие в сражении у Магерсфонтейна (10-11 декабря 1899 года), в которой обороняющиеся бурские силы разгромили наступающих британцев, которые понесли тяжелые потери. Бабингтон упоминается в депеше лорда Метьюэна, описывающей битву. В феврале 1900 года Бабингтон был резко раскритикован за медлительность в битве при Кудусберге. Ричард Дейнс рапортовал: 
Таким образом, план Макдональда провалился. Не по его вине, а исключительно из-за того, что бригадный генерал Бабингтон отказался торопить конницу. Фельдмаршалу лорду Робертсу нравились люди, способные действовать, когда это было необходимо, и первое, что он сделал, услышав о неудаче Бабингтона, — это сменил его на посту командира.
Бабингтон считался экспертом в управлении и развертывании всех видов конных войск. Позднее он одержал множество ключевых побед в Южной Африке, заслужив репутацию грозы буров. В сентябре 1901 года он покинул Южную Африку и вернулся в Англию.
В период с 1905 по 1907 годы Бабингтон командовал Вооружёнными силами Новой Зеландии, получив местное звание генерал-майора. Он также был назначен почетным полковником 5-го конно-стрелкового полка (гусарский полк Отаго). Вернувшись в Англию, получил в командование Лоулендскую конную бригаду (с 1908 по 1913 годы), а в 1909 году — и звание полковника 16-го королевского уланского полка. В 1922 году был переведен на должность полковника 16/5-го уланского полка (после объединения этих подразделений).
Во время Первой мировой войны ему было поручено командование 23-й дивизией, входившей в состав армии Китченера. Впоследствии его описывали как «пожилого, но бесстрашного человека, пользовавшегося всеобщей популярностью». При нём 23-я дивизия прославилась как «удивительно боеспособная и эффективная». Он был одним из немногих командиров, которые тщательно следили за экипировкой своих бойцов, получив разрешение потратить 17 000 фунтов стерлингов на одежду (так, он отправив двух офицеров на север Англии, прежде чем дивизия отправилась за границу, чтобы купить 20 000 комплектов нижнего белья и ботинок). После войны был командующим британскими войсками в Италии. Ушёл в отставку в звании генерал-лейтенанта.
Бабингтон является кавалером французского Военного креста с пальмовой ветвью и итальянского Военного креста, а также командором Почётного легиона и офицером Военного ордена Савойи.
Бабингтон был женат на Элеоноре Лоусон (1868—1943), дочери Томаса Джеймса Лоусона из Ветеран-Холла, Проспект, Новый Южный Уэльс. Жил в Пиннакл-Хилле, недалеко от Келсо, графство Роксбургшир, куда его семья приехала из Пенпонта. Их сын, Джеффри Бабингтон (1902—1956), был женат на леди Энн Кэтрин Грэнвилл Скроуп Эджертон (1908—1964), дочери Джона Эджертона, 4-го графа Элсмира — сестре 6-го герцога Сазерленда.